# Devil Doll (Rockabilly-Band)

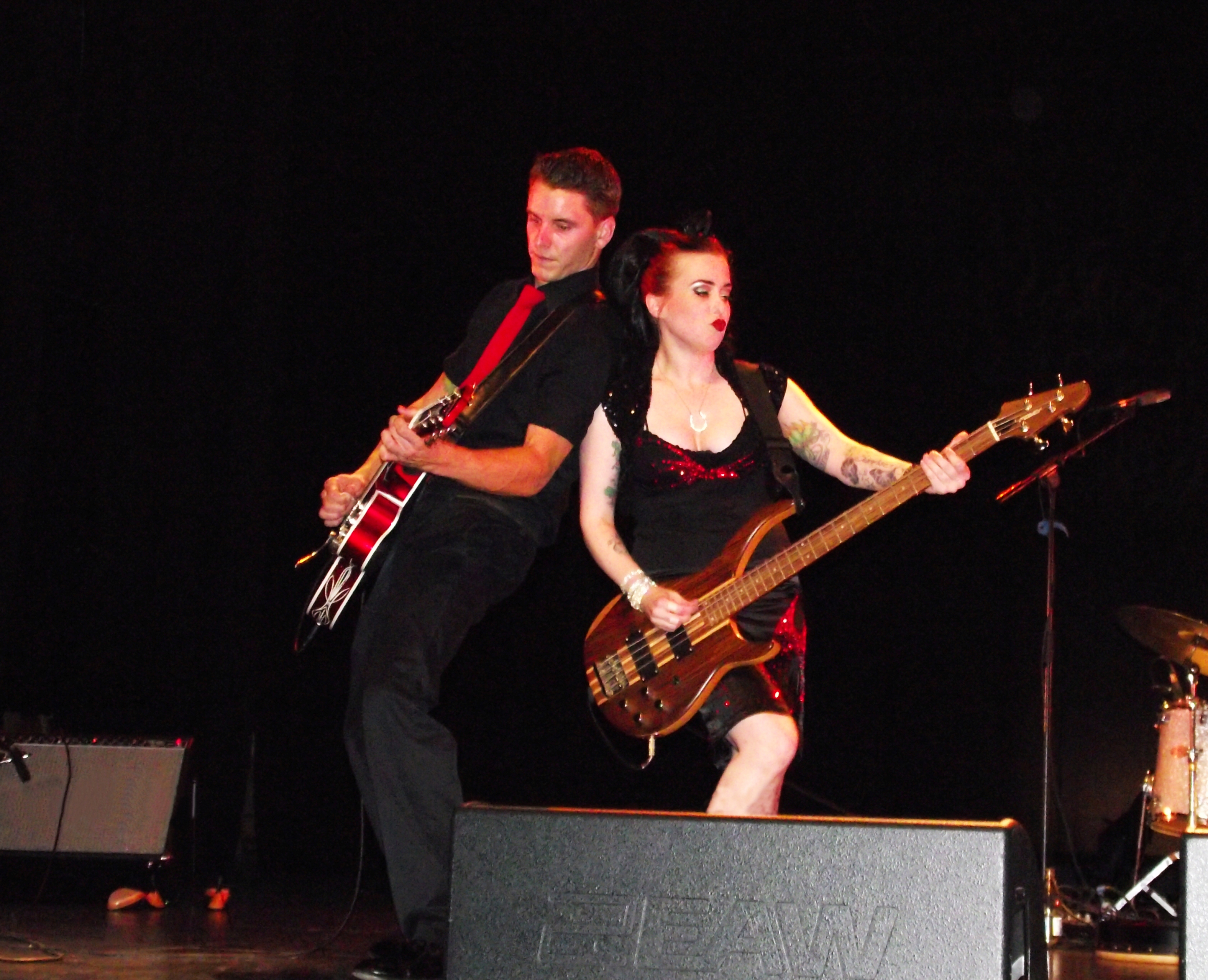
Devil Doll (2011)

Devil Doll, übersetzt ungefähr „Teufelspuppe“, ist der Künstlername der US-amerikanischen Rockabilly-, Psychobilly-, Roots-Rock- und 1940er-Swing-Musikerin Colleen Duffy (* in Cleveland, USA) sowie der Name der Band, mit der sie auftritt.

## Musikalische Karriere
Biografische Angaben zur Bandgründerin, der aus Cleveland im Bundesstaat Ohio stammenden Colleen Duffy, sind nur spärlich vorhanden. Insbesondere über ihr Geburtsjahr sowie ihr Alter macht die Sängerin den Medien gegenüber keinerlei Angaben. Aufgewachsen in Old Brooklyn, Cleveland, zog Duffy nach Mitte der 1990er Jahre New York City. Aktuell lebt Colleen Duffy in Los Angeles.
Auf ihrer Webseite gab sie an, in ihrer Jugend stark von Elvis Presley sowie alten Schwarzweißfilmen beeinflusst worden zu sein. Über ihre Kindheit äußerte sie sich recht positiv: „Meine Eltern haben alles dafür getan, dass ich Spaß an der Musik habe und behalte. Ich bin sozusagen mit Elvis, Hank Williams und Johnny Cash aufgewachsen. Mein erstes Instrument war Violine, danach kamen Klavier und Gitarre. Mit vier Jahren hatte ich eine Spielzeuggitarre, damit bin ich in der Nachbarschaft umhergezogen und habe allen erzählt, ich sei die Tochter von Elvis.“
Ein wichtiger Impuls, selbst Musik zu machen, war nach eigenen Angaben das Stück I Love Rock ’n’ Roll von Joan Jett & The Blackhearts. „Joan Jett war es, die mich die Musik auf einmal ernst nehmen ließ. Eine Frau in schwarzem Leder, mit Gitarre und selbstbewussten Texten – so was gab's vorher nie! Aber genau das war's für mich, so wollte ich auch sein.“ Nachdem Duffy in unterschiedlichen Punk- und Ska-Bands mitgespielt hatte, startete sie Anfang der 1990er Jahre eine Rockabilly- & Psychobilly-Radiosendung auf 91,1 WRUW. Die Sendung, die von 1990 bis 1995 lief, machte Duffy bekannt als erste weibliche Rockabilly-DJ in den Vereinigten Staaten. Darüber hinaus war Colleen Duffy an der Gründung des Rockabilly- und 1940ies-Swing-Labels Hep Cat Records beteiligt.
Das Bandprojekt Devil Doll, gleichzeitig auch ihr neuer Künstlername, startete Colleen Duffy 2001 in New York, ihrem neuen Wohnsitz. Der Name stammt von einem alten Songtitel von Roy Orbison. Im gleichen Jahr erschien die erste CD mit dem Namen Queen of Pain. Neben Eigenkompositionen enthielt sie eine Version des alten Peggy-Lee-Hits Fever. Die zweite CD, The Return of Eve, erschien 2007. Profilieren konnte sich die Gruppe zum einen durch ihre eigenwillige Mischung aus Punk, Psychobilly, Ska, Latin, Swing und Rockabilly, zum zweiten durch ihre Live-Auftritte. Devil Doll spielten in bekannten Clubs wie dem House of Blues in Los Angeles und dem Coney Island High in New York. Gemeinsame Auftritte absolvierte Devil Doll unter anderem mit Reverend Horton Heat, den Cramps, den Detroit Cobras, Royal Crown Revue sowie dem Neoburlesque-Star Dita Von Teese. Darüber hinaus war Colleen Duffy Cover-Aufmacher auf den Titelblättern vom Tattoo Art Magazine, dem Rockabilly Monthly und weiteren Magazinen sowie der CD-Kompilation CoolGrrrls Kick Ass!
2010 absolvierte die Band auch in Deutschland mehrere Auftritte.
2014 erkrankte Duffy am Ehlers-Danlos-Syndrom, an Fibromyalgie, am Chronischen Schmerzsyndrom sowie an Endometriose und benötigte zur Fortbewegung zeitweise einen Rollstuhl. Im September 2017 begannen die Arbeiten an einem neuen Album, hierbei erkrankte die Sängerin 2018 an den oberen Atemwegen. Das dritte Album wurde über Crowdfunding bei Indiegogo finanziert. Für Unterstützer stand es als Download bereits ab 22. April 2020 zur Verfügung. Die reguläre Veröffentlichung erfolgte am 1. Mai.

## Stil und Kritiken
Ebenso wie bei anderen Epigonen der Neo-Swing-Welle wie beispielsweise den Cherry Poppin’ Daddies und Brian Setzer oder neueren Acts wie Imelda May und Ingrid Lucia wird seitens der Musikpresse vor allem der Mix aus älteren und neueren Stilen goutiert. Der Stuttgarter Club Zwölfzehn, in dem Devil Doll im März 2010 spielte, klassifizierte den Sound von Devil Doll auf seiner Webseite wie folgt: „Die attraktive Amerikanerin bringt den Sex zurück in den Rock'n'Roll und Rockabilly, der Sound von Devil Doll & Her Band ist dabei sehr speziell und abwechslungsreich: Mal wird eine verruchte 1940er Jahre Jazz-Nummer lasziv ins Mikro gehaucht, dann wieder werden gewaltige Rockabilly-Rhythmen ins Publikum abgefeuert!“
Ähnlich positiv wurde die Live-Performance von Devil Doll auf der Online-Seite der Stadt Bremerhaven hervorgehoben: „Die ersten Töne von ‚You are the best thing and the worst thing‘ klingen aus der Lautsprecheranlage. Dann tritt Devil Doll auf die Bühne, verheißungsvoll lächelt sie ins Publikum, liftet eine Augenbraue und lässt der Teufel seine Puppe von der Rolle. Da toben knappe 160 cm geballtes Sexappeal in schwarzroten Lack gehüllt. Eine Mischung aus Betty Boo und Dita von Teese, irgendwo in den Annalen zwischen Twin Peaks und einem Quentin-Tarantino-Film.“
Die Tatsache, dass Musik und Performance von Devil Doll seitens der Musikindustrie bislang wenig Resonanz fanden, erklärt die Sängerin damit, dass bei den Major Labels hauptsächlich Konzepte zum Zug kämen, die sich bereits in der Vergangenheit bewährt hätten. Das werde dann so lange wiederholt, wie sich noch jemand finde, der das kaufe. Gegenüber der in Vail, Colorado erscheinenden Zeitung Vail Daily erklärte sie des Weiteren, sie selbst lege großen Wert darauf, authentisch zu bleiben – ihre Musik werde auch weiterhin „ein wenig frech, sexy und etwas schmutzig“ sein.

## Diskografie

### Alben
- 2002: Queen of Pain
- 2007: The Return of Eve
- 2020: Lover & a Fighter

### Singles
- 2017: Olde Soul
- 2019: Back Home to Me / Mais Ce N'est Qu'une Illusion (It's Only Make Believe)
- 2020: Purse Whiskey
- 2020: Ballad of the Rearview Mirror (feat. Charlie Overbey)
- 2020: Lover & a Fighter